# Av oss, for oss
Av oss, for oss är det sjätte studioalbumet med det norska viking metal/folk metal-bandet Einherjer. Albumet släpptes 2014 av skivbolaget Indie Recordings.

## Låtlista
1. "Fremad" – 3:01
2. "Hammer i kors" – 4:09
3. "Nidstong" – 4:05
4. "Hedensk oppstandelse" – 4:32
5. "Nord og Ner" – 5:42
6. "Nornene" – 7:38
7. "Trelldom" – 4:15
8. "Av oss, for oss" – 10:47

Bonusspår på digipak-utgåvan
1. "Blodsbånd" – 3:34

- Text: Frode Glesnes
- Musik: Frode Glesnes (spår 3–5), Gerhard Storesund (spår 2, 6, 8), Aksel Herløe (spår 7)

## Medverkande
Musiker (Einherjer-medlemmar)
- Frode Glesnes – gitarr, basgitarr, sång
- Aksel Herløe – sologitarr, basgitarr, bakgrundssång
- Gerhard Storesund – trummor

Produktion
- Frode Glesnes – producent, ljudtekniker
- Matt Hyde – ljudmix, mastering
- Costin Chioreanu – omslagsdesign, omslagskonst, foto